# Kåre Conradi

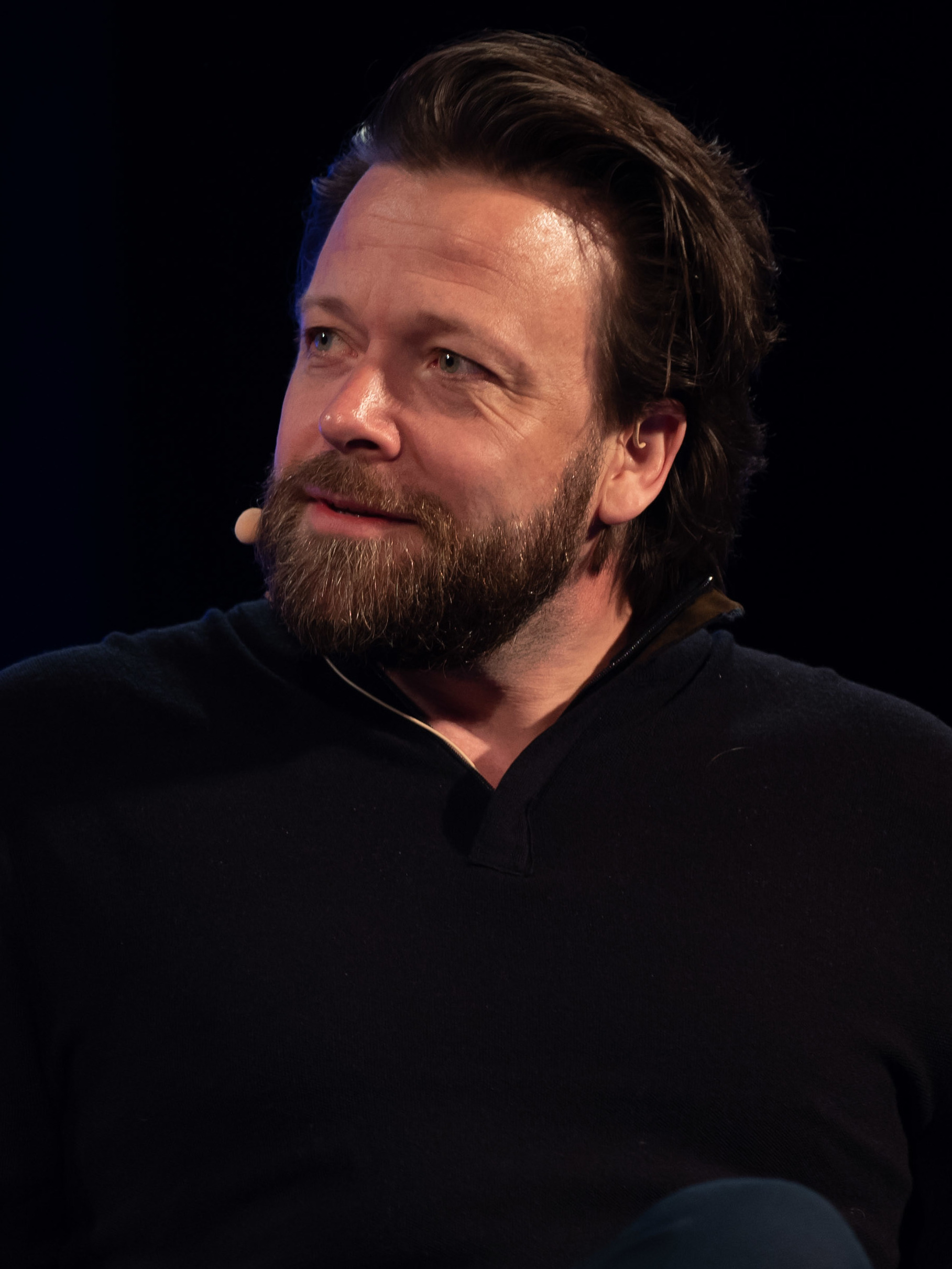
Kåre Conradi im Mai 2018.

Kåre Conradi (* 11. Januar 1972 in Asker, Norwegen) ist ein norwegischer Schauspieler.

## Leben
Kåre Conradi ist Sohn des Mitglieds der norwegischen Pop-Gruppe The Monn Keys und Sängers Fredrik Conradi (1926–1991). Er machte seine Ausbildung an der Statens teaterhøgskole und der London Academy of Music and Dramatic Art. Von 2000 bis 2003 war er künstlerischer Leiter des dem Nationaltheater in Oslo angeschlossenen Torshovteatret (Torshov-Theater).
2016 gewann er den norwegischen Theaterpreis Heddaprisen als bester männlicher Schauspieler für die Rolle von Richard III. in William Shakespeares Richard III.
Als Schauspieler in Film und Fernsehen war er seit 1997 in mehr als 30 Produktionen zu sehen. 
Kåre Conradi war mit der Sängerin Marian Aas Hansen verlobt, bis diese Beziehung 2007 endete. Im August 2008 gab er bekannt, mit der Sängerin Lene Marlin liiert zu sein. Mit ihr hat er eine 2020 geborene Tochter.
Er war Ari Behns Trauzeuge bei dessen Hochzeit 2002 mit Märtha Louise von Norwegen und im Jahr 2003 Taufpate deren ältester Tochter Maud Angelica Behn.

## Filmografie
| - 1997: Rache für meine Tochter (Salige er de som tørster) - 1997: Blind gudinne - 1997: Dag 1 - 1997: Hotell Oslo - 1998: 1732 Høtten - 1999: Sofies Welt (Sofies verden) - 2001: Fjortis - 2002: Spirit – Hingsten fra Cimarron - 2002: Katteprinsen - 2002: Tiden før Tim | - 2003: SMS – sju magiske sirkler - 2005: 37 og et halvt - 2006: Gutta Boys - 2008: Kodenavn Hunter - 2008: Den siste revejakta - 2008: Wide Blue Yonder - 2009: Svik - 2010: The Liverpool Goalie oder: Wie man die Schulzeit überlebt! (Keeper’n til Liverpool) - 2011: King Curling – Blanke Nerven, dünnes Eis (Kong Curling) - 2012: Erobreren | - 2013: Solan og Ludvig – Jul i Flåklypa - 2014: Einer nach dem anderen (Kraftidioten) - 2015: Wendyeffekten - 2015: Louis & Luca – Das große Käserennen (Solan og Ludvig: Herfra til Flåklypa) (Originalstimme) - 2015: Solan og Ludvig - Herfra til Flåklypa - seit 2016: Norsemen (Vikingane) - 2017: Coco – Lebendiger als das Leben! (norwegische Stimme) - 2018: Louis & Luca – Mission zum Mond (Solan og Ludvig – Månelyst i Flåklypa) (Originalstimme) - 2018: Mord auf Shetland (Shetland, Fernsehserie, 1 Folge) - seit 2018: Heimebane - 2023: Weihnachten in der Schustergasse (Den første julen i Skomakergata) |